# Гаральд Нільсен
Гаральд Нільсен (дан. Harald Nielsen, нар. 26 жовтня 1941, Фредеріксгавн—11 серпня 2015) — колишній данський футболіст, що грав на позиції нападника.
Найбільших здобутків досяг, виступаючи за «Болонью», у складі якої двічі поспіль ставав найкращим бомбардиром Серії А, а також вигравав чемпіонат Італії. Також виступав за національну збірну Данії, у складі якої став срібним олімпійським призером 1960 року.

## Клубна кар'єра

### Ранні роки
Коли Гаральд Нільсен був маленьким, він не захоплювався футболом. Але на 6-й день народження Гаральда, його батько подарував йому бутси. З 10-ти років Гаральд почав грати у футбол. Нільсен грав на аматорському рівні, одночасно з цим він працював помічником інженера на заводі Alpha-Diesel.

### «Фредеріксгавн»
1957 року Нільсен прийшов на перегляд у молодіжний склад клубу «Фредеріксгавн», і в першій же грі забив гол. А у віці 17-ти років почав виступати за основний склад «Фредеріксгавна», дебютувавши 15 березня 1959 року. У тому сезоні ця гра стала для Нільсена єдиною. У першому матчі наступного чемпіонату Нільсен забив 4 голи, а його клуб переміг 5:4 «Ольборг». Всього в тому сезоні Гаральд забив 19 голів у 21 матчі Другого дивізіону, допомігши команді зайняти друге місце і вийти в еліту.
1960 року Нільсен дебютував у вищій лізі чемпіонату Данії в матчі проти «Фрему», в якому Гаральд забив всі 3 голи. Після цього Нільсен продовжував забивати і став найкращим бомбардиром першості, забивши 19 м'ячів, а його клуб посів 5-е місце.

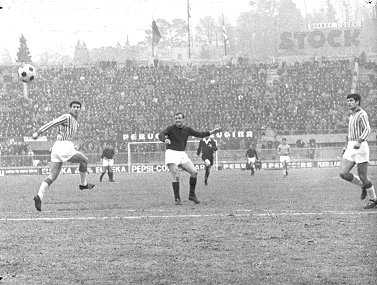
Гаральд Нільсен під час виступів за «Болонью» забиває гол у ворота СПАЛу

Наступного року Нільсен став найкращим футболістом Данії. Останній матч на батьківщині Нільсен провів 24 квітня 1961 року проти «Оденсе»; його клуб виграв з рахунком 2:1, обидва м'ячі забив Нільсен.

### «Болонья»
Влітку 1961 року, у віці 19-ти років, Нільсен перейшов в італійську «Болонью», яка заплатила за трансфер гравця 200 тис. крон. Гаральд дебютував у складі «Болоньї» 27 серпня 1961 року в матчі з «Палермо», який Болонья виграла 2:1. За перший сезон в Італії Нільсен забив 8 голів у 16-ти іграх чемпіонату. А в наступному сезоні забив 19 разів, ставши найкращим снайпером турніру. Через рік Нільсен вдруге став найкращим бомбардиром чемпіонату, чим допоміг клубу виграти Серію А, вперше за 23 роки. Після перших трьох вдалих сезонів в Італії результативність Нільсена почала повільно падати.

### Останні роки
1967 року Нільсен перейшов в «Інтернаціонале», який заплатив за трансфер данця 2,5 млн доларів. Купівля Нільсена міланським клубом була зумовлена тим, що головний тренер «нерадзуррі» Еленіо Еррера побоювався переходу Нільсена в «Ювентус», який також вів з ним переговори. Проте в «Інтері» Нільсен не зміг завоювати місце в основному складі, чому заважали травми та зайва вага данця. Через це він за «Інтер» провів лише 8 матчів. У 1968 він перейшов до «Наполі», де також рідко виходив на поле.
Завершив професійну ігрову кар'єру у віці 29 років у «Сампдорії», за яку виступав протягом сезону 1969-70 років, але зіграв лише чотири матчі.

## Виступи за збірну
У 1958–1959 роках виступав у складі юнацької та молодіжної збірної Данії
13 вересня 1959 року Нільсен дебютував за національну збірну Данії у матчі проти Норвегії в Осло, ставши на той момент наймолодшим гравцем в історії національної команди (17 років і 322 дні). У цій грі він забив гол.
Наступного року Нільсен у складі збірної поїхав на Олімпіаду в Рим, де зайняв з командою друге місце. Сам Нільсен з 6-ма м'ячами в 5-ти іграх став другим бомбардиром турніру та отримав прізвисько «Золотий Гаральд».
Після переходу до італійської «Болоньї» у 1961 році Нільсен був змушений перестати виступати за збірну у віці 19-ти років, оскільки її правила забороняли виступати в ній гравцям з інших чемпіонатів. Протягом кар'єри у національній команді, яка тривала усього 2 роки, провів 14 матчів, забивши 15 голів.

## Після завершення ігрової кар'єри
Після завершення кар'єри гравця Нільсен відкрив фірму, яка займалася імпортом італійської шкіри в Скандинавію. В 1970-х роках Нільсен разом з політиком Гельґе Сандером став просувати ідею професійного футболу в Данії, і в 1977 році вони створили Професійну футбольну данську асоціацію, що стала альтернативною футбольною лігою країни. Їхня ініціатива не увінчалася успіхом, але викликала бурхливі дебати, внаслідок чого 1978 року була відкрита професійна данська футбольна ліга, яка замінила аматорську.
1992 року Нільсен став першим менеджером нового клубу «Копенгаген», і займав цей пост до 1997 року.

## Статистика виступів

### Статистика клубних виступів
| Сезон   | Команда          | Ліга    | Ігор | Голів |
| ------- | ---------------- | ------- | ---- | ----- |
| 1961-62 | «Болонья»        | Серія A | 16   | 8     |
| 1962-63 | «Болонья»        | Серія A | 29   | 19    |
| 1963-64 | «Болонья»        | Серія A | 31   | 21    |
| 1964-65 | «Болонья»        | Серія A | 31   | 13    |
| 1965-66 | «Болонья»        | Серія A | 29   | 12    |
| 1966-67 | «Болонья»        | Серія A | 21   | 8     |
| 1967-68 | «Інтернаціонале» | Серія A | 8    | 2     |
| 1968-69 | «Наполі»         | Серія A | 10   | 2     |
| 1969-70 | «Сампдорія»      | Серія A | 4    | 0     |

## Титули і досягнення
- Чемпіон Італії (1):

«Болонья»: 1963-64
- Срібний олімпійський призер: 1960

### Особисті
- Найкращий бомбардир чемпіонату Данії (1): 1960 (19 голів)
- Футболіст року в Данії: 1961
- Найкращий бомбардир Серії A (2): 1962-63 (19 голів), 1963-64 (17 голів)